# 阿麻和利

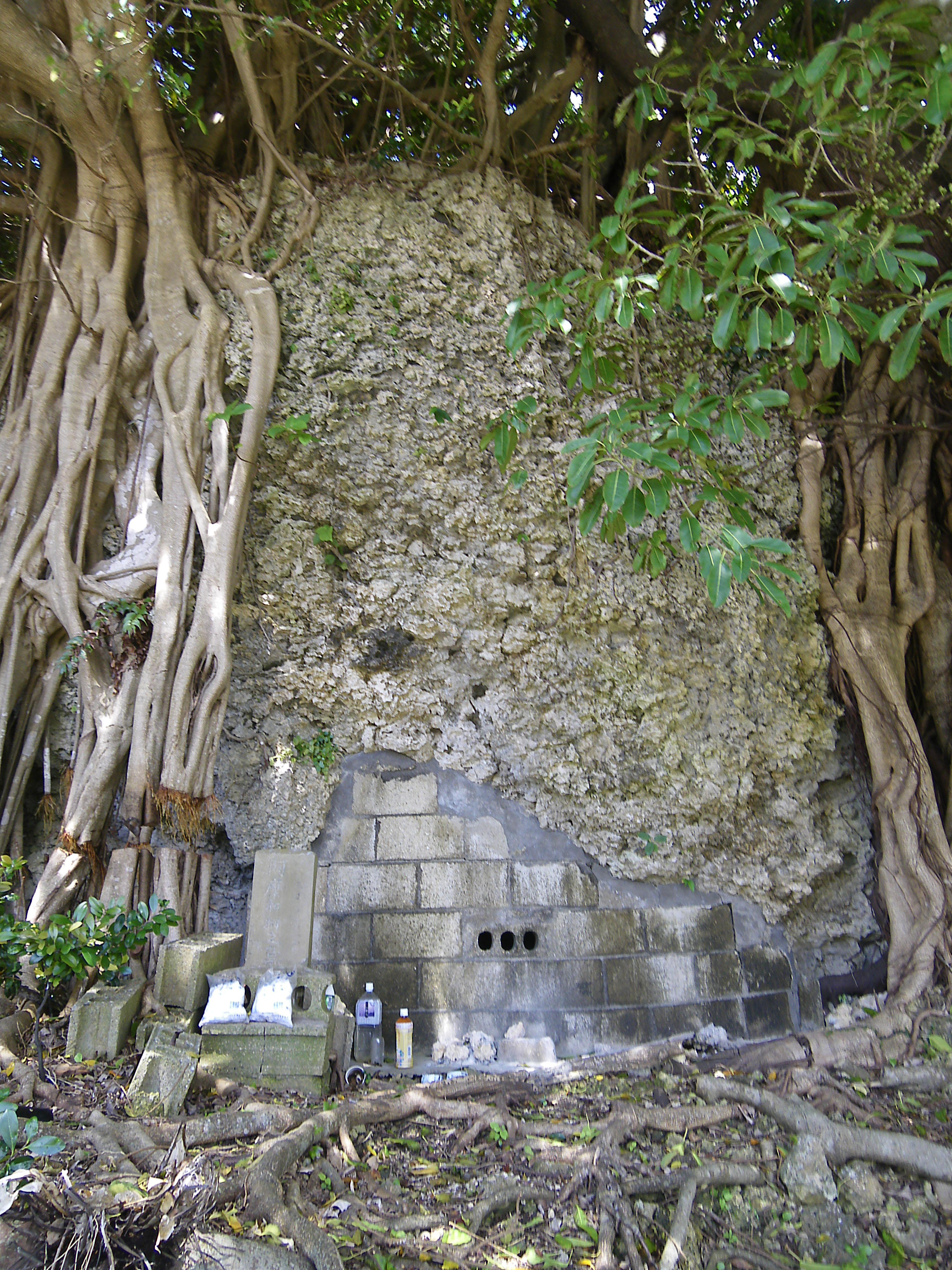
阿麻和利の墓。沖縄県中頭郡読谷村に所在。

阿麻和利（あまわり、あまおへ、? - 1458年）は、15世紀の琉球王国において、勝連半島を勢力下に置いていた按司である。北谷間切屋良村（現・嘉手納町字屋良）出身。幼名は加那（カナー）。勝連城主。

## 来歴
中北山末裔の伊覇按司一世の子（五男）が安慶名大川按司一世であり、阿麻和利は安慶名大川按司一世次男屋良大川按司と、兼城若按司（南山）の娘の子と伝わる。なお、越来賢雄も安慶名大川按司一世の孫と伝わる。
史書によれば、悪政を強いる前城主の茂知附按司(もちづきあじ)を倒して10代目勝連城の按司となる。東アジアとの貿易を進め、大陸の技術などを積極的に取り入れた。勢いを増す阿麻和利に第一尚氏王統の第6代国王・尚泰久王は娘である百度踏揚を妻に娶らせ懐柔策を取り、同王の娘婿の立場になった。当時琉球では麒麟児との評判が広まり、首里の尚氏は伯父である護佐丸の次に滅ぼす計画を練る。史書によれば首里城攻略を計画していたとされる中城城主の護佐丸を王の命令で攻め、忠誠のあかしとして自刃させた。
さらには阿麻和利自身が首里城攻略の野望を抱いたとされ、王府の疑いにより差し向けられた越来賢雄（鬼大城）の軍に攻め滅ぼされたとされているが、城趾には大きな戦いの痕は見られない。

## 阿麻和利英雄説
正史では護佐丸が忠臣、阿麻和利が悪人とされているが、『おもろさうし』には阿麻和利を英雄として讃えるおもろが収録されており、新城俊昭は通説に疑問を呈している。